# La Mouche
La Mouche és un municipi francès situat al departament de la Manche i a la regió de Normandia. L'any 2007 tenia 180 habitants.

## Demografia

### Població
El 2007 la població de fet de La Mouche era de 180 persones. Hi havia 74 famílies de les quals 16 eren unipersonals (8 homes vivint sols i 8 dones vivint soles), 27 parelles sense fills, 23 parelles amb fills i 8 famílies monoparentals amb fills.
La població ha evolucionat segons el següent gràfic:
Habitants censats

### Habitatges
El 2007 hi havia 86 habitatges, 71 eren l'habitatge principal de la família, 8 eren segones residències i 7 estaven desocupats. 84 eren cases i 2 eren apartaments. Dels 71 habitatges principals, 53 estaven ocupats pels seus propietaris, 17 estaven llogats i ocupats pels llogaters i 2 estaven cedits a títol gratuït; 1 tenia una cambra, 2 en tenien dues, 6 en tenien tres, 16 en tenien quatre i 47 en tenien cinc o més. 45 habitatges disposaven pel capbaix d'una plaça de pàrquing. A 25 habitatges hi havia un automòbil i a 39 n'hi havia dos o més.

### Piràmide de població
La piràmide de població per edats i sexe el 2009 era:
| Homes | Edats   | Dones |
| ----- | ------- | ----- |
| 0     | 95 o +  | 0     |
| 0     | 90 a 94 | 0     |
| 0     | 85 a 89 | 0     |
| 8     | 80 a 84 | 0     |
| 4     | 75 a 79 | 8     |
| 4     | 70 a 74 | 0     |
| 4     | 65 a 69 | 12    |
| 4     | 60 a 64 | 0     |
| 4     | 55 a 59 | 8     |
| 0     | 50 a 54 | 4     |
| 12    | 45 a 49 | 0     |
| 0     | 40 a 44 | 0     |
| 4     | 35 a 39 | 8     |
| 12    | 30 a 34 | 0     |
| 8     | 25 a 29 | 8     |
| 4     | 20 a 24 | 4     |
| 0     | 15 a 19 | 0     |
| 8     | 10 a 14 | 8     |
| 4     | 5 a 9   | 8     |
| 8     | 0 a 4   | 8     |

## Economia
El 2007 la població en edat de treballar era de 110 persones, 94 eren actives i 16 eren inactives. De les 94 persones actives 91 estaven ocupades (50 homes i 41 dones) i 3 estaven aturades (2 homes i 1 dona). De les 16 persones inactives 8 estaven jubilades, 2 estaven estudiant i 6 estaven classificades com a «altres inactius».

### Ingressos
El 2009 a La Mouche hi havia 78 unitats fiscals que integraven 209 persones, la mediana anual d'ingressos fiscals per persona era de 13.154 €.

### Activitats econòmiques
Dels 9 establiments que hi havia el 2007, 3 eren d'empreses de construcció, 1 d'una empresa de comerç i reparació d'automòbils, 1 d'una empresa de transport, 2 d'empreses d'hostatgeria i restauració i 2 d'entitats de l'administració pública.
Els 3 serveis als particulars que hi havia el 2009 eren fusteries.
L'any 2000 a La Mouche hi havia 22 explotacions agrícoles que ocupaven un total de 328 hectàrees.

## Poblacions més properes
El següent diagrama mostra les poblacions més properes.